# Antigonon
Antigonon es un género con  especies de lianas perteneciente a la familia de las  poligonáceas.

## Descripción
Son herbáceas o trepadoras sufruticosas, o rastreras o trepando por medio de zarcillos desarrollados en el ápice de las inflorescencias; plantas hermafroditas. Hojas cordadas a deltoides, agudas a acuminadas, pecíolos teretes o alados; ócreas pequeñas. Inflorescencias axilares y terminales, racimos o panículas, ejes pubescentes, terminados en un zarcillo simple o ramificado, pedicelos articulados, en fascículos ocreados; perianto con 5 tépalos libres y desiguales, los 3 externos más anchos que los 2 internos, verdes, rojos o blancos, algo acrescentes en el fruto; estambres 8, filamentos unidos en la parte inferior; ovario triquetro, estilos 3; estigmas peltados. El fruto es un aquenio obtusamente 3-angulado, envuelto por el cáliz acrescente, café y lustroso.

## Distribución
Son endémicas de Centroamérica en Honduras, México y Panamá.

## Taxonomía
Antigonon fue descrito por Stephan Ladislaus Endlicher y publicado en Genera Plantarum 4: 310. 1837. La especie tipo es: Antigonon leptopus Hook. & Arn. 

## Especies
- Antigonon flavescens S.Watson
- Antigonon grandiflorum B.L.Rob.
- Antigonon guatimalense Meisn.
- Antigonon insigne Mast.
- Antigonon leptopus Hook. & Arn.
- Antigonon macrocarpum Britton & Small (sin resolver)[4]